# Beni pubblici
In economia, un bene pubblico è un bene che è difficile (se non impossibile) produrre e/o considerare  per trarne un profitto privato. Per definizione, un bene pubblico è caratterizzato da:
- Assenza di rivalità nel consumo - il consumo di un bene pubblico da parte di un individuo non implica l'impossibilità per un altro individuo di consumarlo allo stesso tempo (si pensi ad esempio a forme d'arte come la musica, o la pittura);
- Non escludibilità nel consumo - una volta che il bene pubblico è prodotto, è difficile o impossibile impedirne la fruizione ai soggetti che non hanno pagato per averlo (si pensi ad esempio all'illuminazione stradale).

Beni pubblici "puri" possiedono in senso assoluto tali proprietà (Paul Samuelson). D'altra parte, poiché i beni pubblici puri sono rari (sebbene includano importanti casi quali il sistema dei diritti di proprietà o la difesa nazionale), nel gergo degli economisti il termine bene pubblico è in genere riferito a beni pubblici "impuri", o pubblici soltanto con riferimento a un particolare sottoinsieme di consumatori. È importante al riguardo osservare che un bene pubblico può essere fruito da parte dell'intera società, laddove un bene che è utilizzato soltanto da un suo sottoinsieme dovrebbe essere considerato un "bene collettivo".
|            | Esclusivi                                                           | Non esclusivi                                                                      |
| Rivali     | Beni privati cibo, vestiti, automobili                              | Beni comuni pesce, legno, carbone                                                  |
| Non-rivali | Beni di "club" cinema, parcheggi privati, televisione via satellite | Beni pubblici televisione pubblica, illuminazione pubblica, aria, difesa nazionale |

## Beni pubblici e beni privati
Un bene pubblico "puro" può essere inoltre definito in opposizione a un bene privato, ossia un bene caratterizzato da rivalità nel consumo ed escludibilità. Una pagnotta è ad esempio un bene privato: il suo possessore può impedire ad altri di consumarla, e una volta che essa è stata consumata, non può esserlo nuovamente.
Fin dagli inizi del XIX secolo, si è andata sviluppando una disputa dogmatica, soggetta ad alterne fortune, circa la validità della distinzione fra "proprietà pubblica" e "proprietà privata", che affonda le sue radici nella concezione liberale del diritto e che assegna sia ai beni privati sia ai beni pubblici il compito di soddisfare gli interessi pubblici.

### Proprietà pubblica e privata nell'ordinamento italiano
Nell'ordinamento italiano, solo la Costituzione menziona la proprietà pubblica e la proprietà privata, ma solo per sottolineare come la proprietà privata sia un "diritto" (il cui specifico contenuto è descritto dall'art. 832 cod. civ.), mentre la proprietà pubblica è sempre espressione di un dovere, e la sua gestione implica l'esercizio di una funzione pubblica.
Le norme del Codice civile del 1942 non danno un preciso contenuto della «proprietà pubblica», limitandosi a disciplinare il particolare regime giuridico dei beni "appartenenti" all'ente pubblico. Ma il concetto giuridico di "appartenenza" usato dal legislatore è troppo vasto e non può coincidere con quello di proprietà, che comprende alcuni diritti soggettivi ben identificati (ad es. diritto di disposizione, diritto di godimento, ecc.).
Il complesso dei beni pubblici è considerato unitariamente sotto il profilo dell'uso, della circolazione e della tutela. L'Agenzia del Demanio provvede all'amministrazione e gestione dei beni del demanio, con il compito di razionalizzarne e valorizzarne l'impiego, utilizzando criteri di mercato ed altri criteri imprenditoriali circa la vendita, l'acquisizione e l'utilizzo.
Con la legge n. 448 del 1998, si è aperto un processo di privatizzazione dei beni patrimoniali indisponibili e disponibili, finalizzato a realizzare esigenze di carattere finanziario e di risanamento del debito pubblico.

## Produzione di beni pubblici
Il libero mercato è in genere incapace di produrre un ammontare ottimale/efficiente (in senso paretiano) di beni pubblici. Importanti beni, come il sistema dei diritti di proprietà, saranno "prodotti" in ammontare insufficiente, a causa di problemi normalmente associati ai beni pubblici, quali il free riding che si riferisce all'opportunismo per il quale ognuno vorrebbe beneficiare di beni pubblici senza sostenerne il costo. Nella pratica, tali difficoltà sono normalmente affrontate e risolte tramite l'intervento dello Stato nell'economia. Questa soluzione non è tuttavia libera da critiche, in quanto alcuni argomentano come possa condurre alla produzione/erogazione di beni pubblici in quantità eccessiva; inoltre, una soluzione centralizzata che passi tramite l'intervento governativo non è l'unica possibile; almeno in via teorica, soluzioni decentralizzate quali tradizione e democrazia possono svolgere un ruolo analogo. L'Economia della conoscenza si occupa diffusamente di questi temi.
La critica più radicale alla nozione di bene pubblico, però, è formulata dai teorici della scuola austriaca, che a partire da una teoria soggettiva del valore (quale fu sviluppata da Carl Menger e poi ripresa da Ludwig von Mises, Friedrich von Hayek, Murray N. Rothbard e altri) nega che sia possibile riconoscere - nella complessità e varietà delle preferenze individuali - "beni" universalmente tali. Perfino la difesa non è un bene per i pacifisti radicali, così come non sono un bene le strade agli occhi di molti ecologisti, e via dicendo.
Il concetto economico "formale" di bene pubblico non è, infine, da confondere con l'uso informale del termine, spesso assimilato al pubblico interesse, che in generale rimanda a un giudizio di tipo etico, estraneo alla teoria economica dei beni pubblici.

## Classificazione dei beni pubblici in Italia
La gestione dei beni pubblici è diversificata, a seconda della tipologia dei beni stessi, che possono essere:
- beni demaniali statali - Prima della legge n. 94 del 1997 e del relativo Decreto legislativo n. 279 del 1997, i beni demaniali erano esclusi dal Conto del Patrimonio. Con la normativa del 1997, essi devono essere indicati unitamente agli elementi che evidenziano la redditività della gestione. Già l'art. 111 del Regio Decreto n. 827 del 1924 imponeva che i decreti di approvazione dei contratti che determinano variazioni nel valore del Patrimonio devono indicare il "montare dell'aumento o della diminuzione corrispondente" (ma questa norma è stata spesso disapplicata).
- beni demaniali comunali e provinciali - Sono descritti nel Conto del patrimonio dell'ente territoriale, nel Conto economico Consuntivo (ai sensi del Decreto legislativo n. 77 del 1995, con gli elementi positivi e negativi della valutazione.
- beni patrimoniali (disponibili ed indisponibili) immobili - Sono descritti in registri di consistenza che indicano le modificazioni nel valore o nella consistenza.
- beni patrimoniali mobili - Sono inventariati dai singoli Ministeri che li hanno in consegna ed affidati agli "agenti consegnatari" (tenuti alla «resa del conto giudiziale»). I beni mobili di enti pubblici diversi dallo Stato sono disciplinati dal Decreto legislativo n. 77 del 1995 e dai singoli Regolamenti di contabilità di ciascun ente. In particolare, la legge n. 448 del 1998 prevede anche l'ammortamento dei beni strumentali degli enti pubblici.

## Il «diritto dei beni pubblici»
Il cosiddetto «diritto dei beni pubblici» nasce nel periodo della Rivoluzione francese, nel momento in cui si operò la distinzione (trasfusa dal Codice napoleonico ai successivi codici civili da esso derivati) tra:
- "beni della Nazione", necessari per le esigenze della collettività (strade, fiumi, porti, ecc.);
- "beni non necessari per le esigenze della collettività", ricondotti nella disciplina del diritto comune e potenzialmente alienabili e commerciabili, in quanto non rappresentavano strumenti diretti di amministrazione, come invece i primi.

Nell'attuale ordinamento, il diritto dei beni pubblici consiste in una serie di deroghe al diritto comune in materia di circolazione giuridica e di tutela, nonché di gestione contabile interna.
La normale capacità di diritto comune dello Stato e degli altri enti pubblici si manifesta anche nella titolarità di beni e di diritti su beni, ai quali si applica (in linea di principio e salvo deroghe) il diritto privato.

## Storia
Alle origini, lo Stato italiano era un grandissimo proprietario immobiliare, per avere "ereditato" vastissimi compendi patrimoniali dall'unificazione degli Stati preunitari, compendi poi alienati in funzione dell'avvio del sistema di produzione capitalistico, poi ancora reintegrati con la legge di eversione dell'asse ecclesiastico del 1867 (a sua volta alienato a privati).
Nonostante questa politica di "svendita" del patrimonio dello Stato, questo rimase assai cospicuo, tanto che di recente si è avviato un nuovo processo di alienazioni (privatizzazioni) tuttora in corso.